# 安德烈亚·佩莱格里诺
安德烈亚·佩莱格里诺（義大利語：Andrea Pellegrino，義大利語發音：[anˈdrɛːa pelleˈɡriːno]，1997年3月23日—）是一名意大利职业网球运动员，生于意大利南部市镇比謝列。
佩莱格里诺是2023年智利公开赛双打冠军得主，搭档为意大利同胞安德烈亚·瓦瓦索里。此外，佩莱格里诺在ATP（职业网球联合会）挑战赛有2个单打和5个双打冠军。截至2023年4月，他的单打最高世界排名为第136位，于2022年9月26日取得；双打最高世界排名为第165位，于2020年1月13日获得。

## 职业生涯

### 2013—2015年：职业生涯起步，首个职业双打冠军
佩莱格里诺于2013年首次参加职业比赛，并从2015年开始连续参赛，主要参加ITF（国际网球联合会）未来赛。2015年10月，佩莱格里诺在意大利F30未来赛上与馬泰奧·貝雷蒂尼搭档赢得了双打冠军，在决赛前收到菲利波·巴尔迪/詹卢卡·纳索组合的退赛礼，捧起了他的第一座职业奖杯。

### 2016年：首个职业单打冠军
2016年5月，佩莱格里诺赢得了第二个ITF未来赛双打冠军。7月，他在意大利F20未来赛中赢得了第一个单打冠军，在决赛中以6:4、1:6、6:4战胜了达维德·加洛皮尼。这一年，他还赢得了一个未来赛单打冠军和两个未来赛双打冠军。

### 2017年：首次参加ATP巡回赛
2017年，佩莱格里诺赢得了两个ITF未来赛单打冠军和一个未来赛双打冠军。5月，他收获了意大利公开赛的资格赛外卡，首次参加ATP巡回赛，资格赛第一轮不敌德国选手米沙·茲韋列夫。

### 2018—2019年：首个及随后3个ATP挑战赛双打冠军
2018年6月，佩莱格里诺在ATP挑战赛意大利卡尔塔尼塞塔站赢得了第一个挑战赛双打冠军。他与费代里科·加约搭档，在决赛中以77:64、77:65击败了布拉日·罗拉/伊日·韦塞利组合。随后一周，他又和菲利波·巴尔迪搭档在ATP挑战赛意大利托迪站赢得了双打冠军。
2019年，佩莱格里诺分别于2月和6月赢得了印度和意大利帕尔马两站挑战赛的双打冠军。

### 2020年：首次进入ATP巡回赛单打正赛，巡回赛单打首胜
2020年初，佩莱格里诺在ATP挑战赛新喀里多尼亞努美阿站与马里奥·比莱利亚·马丁内斯搭档，赢得了他的第5个双打挑战赛冠军。10月，他在意大利岛网球公开赛的单打资格赛中胜出，首次进入ATP巡回赛单打正赛。正赛首轮比赛中，他战胜了同胞斯特凡诺·特拉瓦利亚，取得了巡回赛单打首胜。在第二轮比赛中，他输给了同胞洛伦佐·穆塞蒂。

### 2021—2022年：ATP挑战赛单打首冠、第二冠，ATP巡回赛双打首胜，首次进入大满贯资格赛，单打排名进入前150
2021年4月，佩莱格里诺在ATP挑战赛罗马站I的决赛中以3:6、6:2、6:1的比分击败了法国选手雨果·加斯頓，赢得了他的首个挑战赛单打冠军。5月，他与朱利奥·泽皮耶里搭档参加岛网球公开赛，首次在ATP巡回赛双打比赛中获胜，四分之一决赛负于洛倫佐·索內戈/安德烈亚·瓦瓦索里组合。月底，他在法国网球公开赛中首次进入大满贯资格赛，在资格赛第二轮不敌西班牙选手卡洛斯·阿尔卡拉斯。

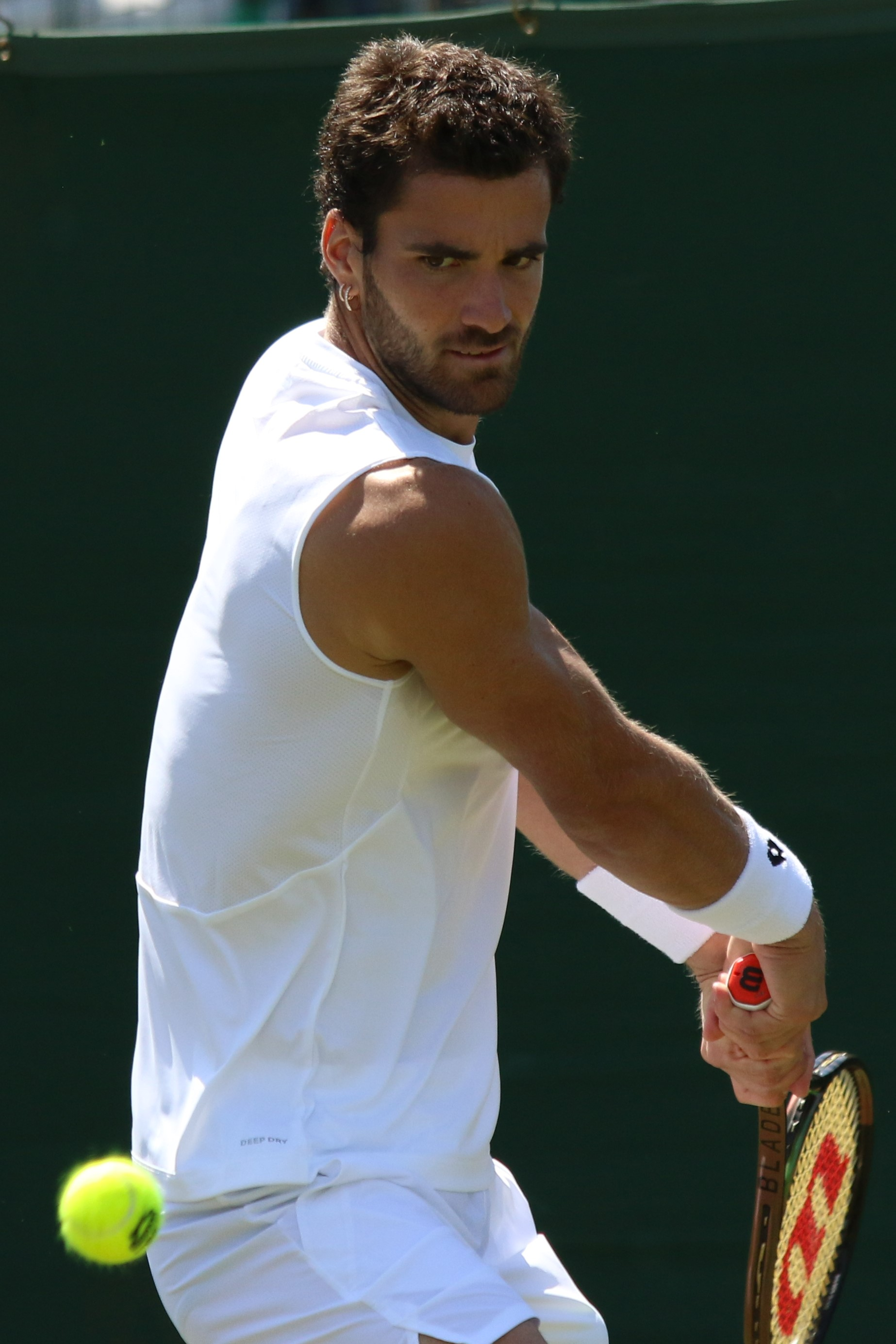
2022年温布尔登网球锦标赛上的佩莱格里诺

2022年5月，佩莱格里诺在ATP挑战赛维琴察站上赢得了第二个挑战赛单打冠军，在决赛中以6:1、6:4击败了阿根廷选手安德烈亚·科拉里尼，此站过后他的单打排名创造新高，上升到了世界第187位。9月，他在ATP挑战赛热那亚站中进入决赛，输给了巴西选手蒂亚戈·蒙泰罗，此站结束时他的世界排名上升到了第136位。

### 2023年：ATP巡回赛双打首冠
2023年2月，佩莱格里诺与同胞安德烈亚·瓦瓦索里搭档在智利公开赛上进入决赛，对阵巴西选手蒂亚戈·赛博特·维尔德和智利选手马蒂亚斯·索托的跨国组合。前两盘双方以6:4、3:6战平。在“抢十”中，佩莱格里诺和瓦瓦索里挽救了9:10时对手的冠军点，以12:10的比分险胜。由此，佩莱格里诺取得了职业生涯的首个ATP巡回赛冠军。

## ATP巡回赛决赛

### 双打：1次（1个冠军）
| 赛事级别             |
| -------------------- |
| 大滿貫（0-0）        |
| ATP年终总决赛（0-0） |
| ATP1000大师赛（0-0） |
| ATP500巡回赛（0-0）  |
| ATP250巡回赛（1-0）  |

| 场地材质    |
| ----------- |
| 硬地（0-0） |
| 泥地（1-0） |
| 草地（0-0） |

| 场地类型    |
| ----------- |
| 室外（1-0） |
| 室内（0-0） |

| 赛果 | 胜-负 | 日期      | 赛事和地点               | 级别   | 场地 | 搭档              | 对手                               | 比分              |
| ---- | ----- | --------- | ------------------------ | ------ | ---- | ----------------- | ---------------------------------- | ----------------- |
| 胜   | 1-0   | 2023年3月 | 智利公开赛，智利圣地亚哥 | ATP250 | 泥地 | 安德烈亚·瓦瓦索里 | 蒂亚戈·赛博特·维尔德 马蒂亚斯·索托 | 6:4、3:6、[12:10] |

## ATP挑战赛和ITF巡回赛决赛

### 单打：12次（7个冠军、5个亚军）
| 赛事级别                        |
| ------------------------------- |
| ATP挑戰賽（2-3）                |
| ITF未来赛/世界网球巡回赛（5-2） |

| 场地材质    |
| ----------- |
| 硬地（0-0） |
| 红土（7-5） |
| 草地（0-0） |

| 赛果 | 胜-负 | 日期       | 赛事和地点                  | 级别              | 场地 | 对手              | 比分            |
| ---- | ----- | ---------- | --------------------------- | ----------------- | ---- | ----------------- | --------------- |
| 胜   | 1-0   | 2016年7月  | 意大利F20，意大利福尔米吉内 | ITF未来赛         | 红土 | 达维德·加洛皮尼   | 6:4、1:6、6:4   |
| 胜   | 2-0   | 2016年7月  | 意大利F21，意大利古比奥     | ITF未来赛         | 红土 | 费德里科·科里亚   | 7:5、6:1        |
| 胜   | 3-0   | 2017年9月  | 意大利F30，意大利普拉       | ITF未来赛         | 红土 | 安德烈亚·巴索     | 6:4、6:3        |
| 胜   | 4-0   | 2017年10月 | 意大利F33，意大利普拉       | ITF未来赛         | 红土 | 科朗坦·穆特       | 7:5、2:6、6:3   |
| 胜   | 5-0   | 2019年3月  | M15，克罗地亚波雷奇         | ITF世界网球巡回赛 | 红土 | 马克西姆·沙扎尔   | 6:3、5:7、6:4   |
| 负   | 5-1   | 2019年3月  | M25，意大利普拉             | ITF世界网球巡回赛 | 红土 | 扬尼克·辛纳       | 1:6、1:6        |
| 负   | 5-2   | 2019年6月  | M25，德国卡尔斯鲁厄         | ITF世界网球巡回赛 | 红土 | 尤利安·伦茨       | 3:6、77:63、3:6 |
| 胜   | 6-2   | 2021年4月  | 意大利罗马站I               | 挑战赛            | 红土 | 雨果·加斯頓       | 3:6、6:2、6:1   |
| 负   | 6-3   | 2021年10月 | 葡萄牙里斯本站              | 挑战赛            | 红土 | 德米特里·波普科   | 2:6、4:6        |
| 负   | 6-4   | 2021年10月 | 意大利那不勒斯站            | 挑战赛            | 红土 | 塔倫·格里科斯普   | 3:6、2:6        |
| 胜   | 7-4   | 2022年5月  | 意大利维琴察站              | 挑战赛            | 红土 | 安德烈亚·科拉里尼 | 6:1、6:4        |
| 负   | 7-5   | 2022年9月  | 意大利热那亚站              | 挑战赛            | 红土 | 蒂亚戈·蒙泰罗     | 1:6、62:77      |

### 双打：15次（9个冠军、6个亚军）
| 赛事级别                        |
| ------------------------------- |
| ATP挑戰賽（5-2）                |
| ITF未来赛/世界网球巡回赛（4-4） |

| 场地材质    |
| ----------- |
| 硬地（2-1） |
| 红土（7-5） |
| 草地（0-0） |

| 赛果 | 胜-负 | 日期       | 赛事和地点                    | 级别      | 场地     | 搭档                     | 对手                              | 比分               |
| ---- | ----- | ---------- | ----------------------------- | --------- | -------- | ------------------------ | --------------------------------- | ------------------ |
| 胜   | 1-0   | 2015年10月 | 意大利F30，意大利普拉         | ITF未来赛 | 红土     | 馬泰奧·貝雷蒂尼          | 菲利波·巴尔迪 詹卢卡·纳索         | 对手赛前退赛       |
| 胜   | 2-0   | 2016年5月  | 意大利F8，意大利普拉          | ITF未来赛 | 红土     | 弗兰奇斯科·巴阿蒙德      | 萨米埃尔·邦苏桑 维克托·杜拉索维奇 | 6:4、6:4           |
| 胜   | 3-0   | 2016年7月  | 意大利F19，意大利那不勒斯     | ITF未来赛 | 红土     | 菲利波·巴尔迪            | 爱德华多·迪欣格 胡安·巴勃罗·帕斯  | 5:7、7:5、[10:2]   |
| 负   | 3-1   | 2016年9月  | 意大利F28，意大利雷焦艾米利亚 | ITF未来赛 | 红土     | 安德烈亚·瓦瓦索里        | 马泰奥·贝雷蒂尼 雅各布·斯特凡尼尼 | 3:6、65:77         |
| 负   | 3-2   | 2017年2月  | 英国F2，英国提普頓            | ITF未来赛 | 室内硬地 | 安德烈亚·瓦瓦索里        | 扬尼斯·卡尔克 奧斯卡·奧特         | 7:5、2:6、[5:10]   |
| 负   | 3-3   | 2017年7月  | 意大利F21，意大利福尔米吉内   | ITF未来赛 | 红土     | 恩里科·达拉·瓦莱         | 费德里科·科里亚 布鲁诺·圣安那     | 3:6、6:4、[8:10]   |
| 胜   | 4-3   | 2017年9月  | 意大利F30，意大利普拉         | ITF未来赛 | 红土     | {费代里科·加约           | 马蒂亚斯·海姆 雅各布·苏德         | 7:61、6:1          |
| 负   | 4-4   | 2017年10月 | 意大利F34，意大利普拉         | ITF未来赛 | 红土     | 菲利波·巴尔迪            | 马克·福内利·梅斯特雷斯 弗雷德·吉尔    | 2:6、7:5、[5:10]   |
| 胜   | 5-4   | 2018年6月  | 意大利卡尔塔尼塞塔站          | 挑战赛    | 红土     | 费代里科·加约            | 布拉日·罗拉 伊日·韦塞利           | 7:64、77:65        |
| 胜   | 6-4   | 2018年6月  | 意大利托迪站                  | 挑战赛    | 红土     | 菲利波·巴尔迪            | 佩德罗·马丁内斯 马克·费福尔特     | 4:6、6:3、[10:5]   |
| 胜   | 7-4   | 2019年2月  | 印度站                        | 挑战赛    | 硬地     | 詹卢卡·马格              | ·里德 盧克·薩維爾                 | 6:4、79:67         |
| 负   | 7-5   | 2019年6月  | 法国里昂站                    | 挑战赛    | 红土     | 西莫內·博萊利            | 菲利普·奥斯瓦尔德 菲利普·         | 4:6、62:77         |
| 胜   | 8-5   | 2019年6月  | 意大利帕尔马站                | 挑战赛    | 红土     | 劳里纳斯·格里格利斯      | 阿列尔·贝阿尔 贡萨洛·埃斯科瓦尔   | 1:6、6:3、[10:7]   |
| 胜   | 9-5   | 2020年1月  | 新喀里多尼亞努美阿站          | 挑战赛    | 硬地     | 马里奥·比莱利亚·马丁内斯 | 卢卡·马尔加罗利 安德烈亚·瓦瓦索里 | 7:61、3:6、[12:10] |
| 负   | 9-6   | 2023年4月  | 意大利罗塞托-德利阿布鲁齐站   | 挑战赛    | 红土     | 雅各布·贝雷蒂尼          | 达恩·阿代 蒂图安·德罗盖           | 2:6、6:1、[10:12]  |